# 封殺鬼
『封殺鬼』（ふうさつき）は、霜島ケイによる日本のライトノベル。イラストは西炯子が担当している。キャンバス文庫（小学館）にて1993年11月から2005年4月まで刊行された。また、一部の作品が、同じく小学館から新書版で「封殺鬼選集」として刊行されている。新書版ではイラストは下村富美。2007年にはルルル文庫（小学館）で第2部が開始され、2013年10月まで刊行された。第2部のイラストはカズキヨネ。旧作「花闇を抱きし者」もルルル文庫から新装丁（イラスト／也）で再出版されている。
今までに2度、日本コロムビア及びCYBERPHASEでドラマCD化されており、それぞれキャストが異なる。CYBERPHASEでは、知徳編に続き「鳴弦の月」と「マヨイガ」の発売が予定されている。

## 登場人物
戸倉聖
正体は千年の時を生きる鬼酒呑童子。インチキ関西弁を喋る。
志島弓生
正体は千年の時を生きる鬼雷電。

## 既刊一覧
- 霜島ケイ（著） / 西炯子→カズキヨネ（イラスト） 『封殺鬼』 小学館〈キャンバス文庫→ルルル文庫〉、全38巻
  1. 「鬼族狩り」1993年11月、ISBN 4-09-430111-9
  2. 「妖面伝説」1994年1月、ISBN 4-09-430112-7
  3. 「朱の封印」1994年5月、ISBN 4-09-430113-5
  4. 「ぬばたまの呪歌」1994年8月、ISBN 4-09-430114-3
  5. 「邪神は嗤う」1994年10月、ISBN 4-09-430115-1
  6. 「紺青の怨鬼」1995年1月、ISBN 4-09-430116-X
  7. 「闇常世」1995年4月、ISBN 4-09-430117-8
  8. 「修羅の降る刻」1995年7月、ISBN 4-09-430118-6
  9. 「鳴弦の月」1995年8月、ISBN 4-09-430119-4
  10. 「花闇を抱きしもの 上」1996年2月、ISBN 4-09-430120-8
  11. 「花闇を抱きしもの 下」1996年5月、ISBN 4-09-430321-9
  12. 「マヨイガ（上）」1996年11月、ISBN 4-09-430322-7
  13. 「マヨイガ（中）」1997年2月、ISBN 4-09-430323-5
  14. 「マヨイガ（下）」1997年6月、ISBN 4-09-430324-3
  15. 「影喰らい」1997年11月、ISBN 4-09-430325-1
  16. 「夢埋みの郷」1998年2月、ISBN 4-09-430326-X
  17. 「紅蓮天女」1998年8月、ISBN 4-09-430327-8
  18. 「まほろばの守人」1998年12月、ISBN 4-09-430328-6
  19. 「追儺幻抄」1999年6月、ISBN 4-09-430329-4
  20. 「陰月の冠者」2000年5月、ISBN 4-09-430330-8
  21. 「昏き神々の宴」2000年10月、ISBN 4-09-430571-8
  22. 「忌みしものの挽歌」2001年5月、ISBN 4-09-430572-6
  23. 「炎華の断章」2001年10月、ISBN 4-09-430573-4
  24. 「黒白の絆」2002年9月、ISBN 4-09-430574-2
  25. 「玉響に散りて」2003年3月、ISBN 4-09-430575-0
  26. 「終の神話・天泣の章」2003年10月、ISBN 4-09-430576-9
  27. 「終の神話・地号の章」2004年4月、ISBN 4-09-430577-7
  28. 「終の神話・人祇の章」2005年4月、ISBN 4-09-430578-5
  29. 「鵺子ドリ鳴イタ 1」2007年5月、ISBN 978-4-09-452008-8　
  30. 「鵺子ドリ鳴イタ 2」2007年10月、ISBN 978-4-09-452027-9　
  31. 「花闇を抱きしもの (上)」2007年12月、ISBN 978-4-09-452035-4　
  32. 「花闇を抱きしもの (下)」2007年12月、ISBN 978-4-09-452041-5
  33. 「鵺子ドリ鳴イタ 3」2008年4月、ISBN 978-4-09-452061-3
  34. 「鵺子ドリ鳴イタ 4」2008年12月、ISBN 978-4-09-452091-0
  35. 「鳴弦の月」2009年2月、ISBN 978-4-09-452102-3
  36. 「鵺子ドリ鳴イタ 5」2009年8月、ISBN 978-4-09-452121-4
  37. 「帝都万葉」2011年1月、ISBN 978-4-09-452185-6
  38. 「数え唄うたうもの」2013年10月、ISBN 978-4-09-452264-8
- 霜島ケイ（著） / 下村富美（イラスト） 『封殺鬼選集』 小学館、全3巻
  1. 「鬼族狩り」2003年3月、ISBN 4-09-387424-7
  2. 「鳴弦の月」2003年5月、ISBN 4-09-387425-5
  3. 「妖面伝説」2003年7月、ISBN 4-09-387426-3

モバイル配信
- 夢見月 （花闇を抱きしもの(上)の発売後数ヶ月間、特設Webページで配信されていたショートストーリー。帝都万葉に収録済み）

## ドラマCD

### 日本コロムビア版
- 蠱持ち（1997年）
- 影喰らい（1998年）

括弧内は発売年。

#### キャスト
- 戸倉聖（鬼同丸）：石川英郎
- 志島弓生（土師高遠）：中田譲治
- 入部真人：岩田光央
- オサキ：小桜エツ子
- 安倍泰親：松本保典
- 真弥：矢島晶子
- 藤原忠通：山野井仁
- 太郎坊：鈴木英一郎
- 玉藻前：高木礼子
- 鳥羽上皇：大塚周夫

### CYBERPHASE版
- 封殺鬼I～鬼族狩り～（2004年7月25日発売）
- 封殺鬼II～ぬばたまの呪歌～（2004年9月25日発売）
- 封殺鬼III～ぬばたまの呪歌・弐～（2004年12月20日発売）
- 封殺鬼IV～邪神は嗤う～（2005年4月20日発売）
- 封殺鬼V～紺青の怨鬼～（霜島ケイ書き下ろしオリジナル・ショートストーリー収録）（2005年7月20日発売）
- 封殺鬼VI～闇常世～（2005年10月20日発売）
- 封殺鬼VII～修羅の降る刻～（2006年5月30日発売）
- 封殺鬼VIII～鳴弦の月～（2007年11月25日発売）

CYBERPHASEから発売されたもの。同社のWebサイトで声優のインタビューが掲載されている。

#### キャスト
- 戸倉聖：鈴村健一
- 志島弓生：諏訪部順一
- 三沢成樹：浪川大輔
- 神島達彦：置鮎龍太郎
- 野坂三吾：三木眞一郎
- 秋川佐穂子：堀江由衣
- 安倍晴明：飯塚昭三（青年期：古島清孝）
- 知徳：井上和彦
- 滝夜叉：朴璐美
- 茨木童子：野島裕史
- 大滝彩乃：小笠原亜里沙
- 吉井早苗：瀧本富士子